# Paul Wesley
Paul Wesley, noto anche come Paul Wasilewski, pseudonimo di Pawel Tomasz Wasilewski (New Brunswick, 23 luglio 1982), è un attore statunitense. È noto soprattutto per aver interpretato Stefan Salvatore nella serie televisiva The Vampire Diaries e James T. Kirk in Star Trek: Strange New Worlds. 

## Biografia

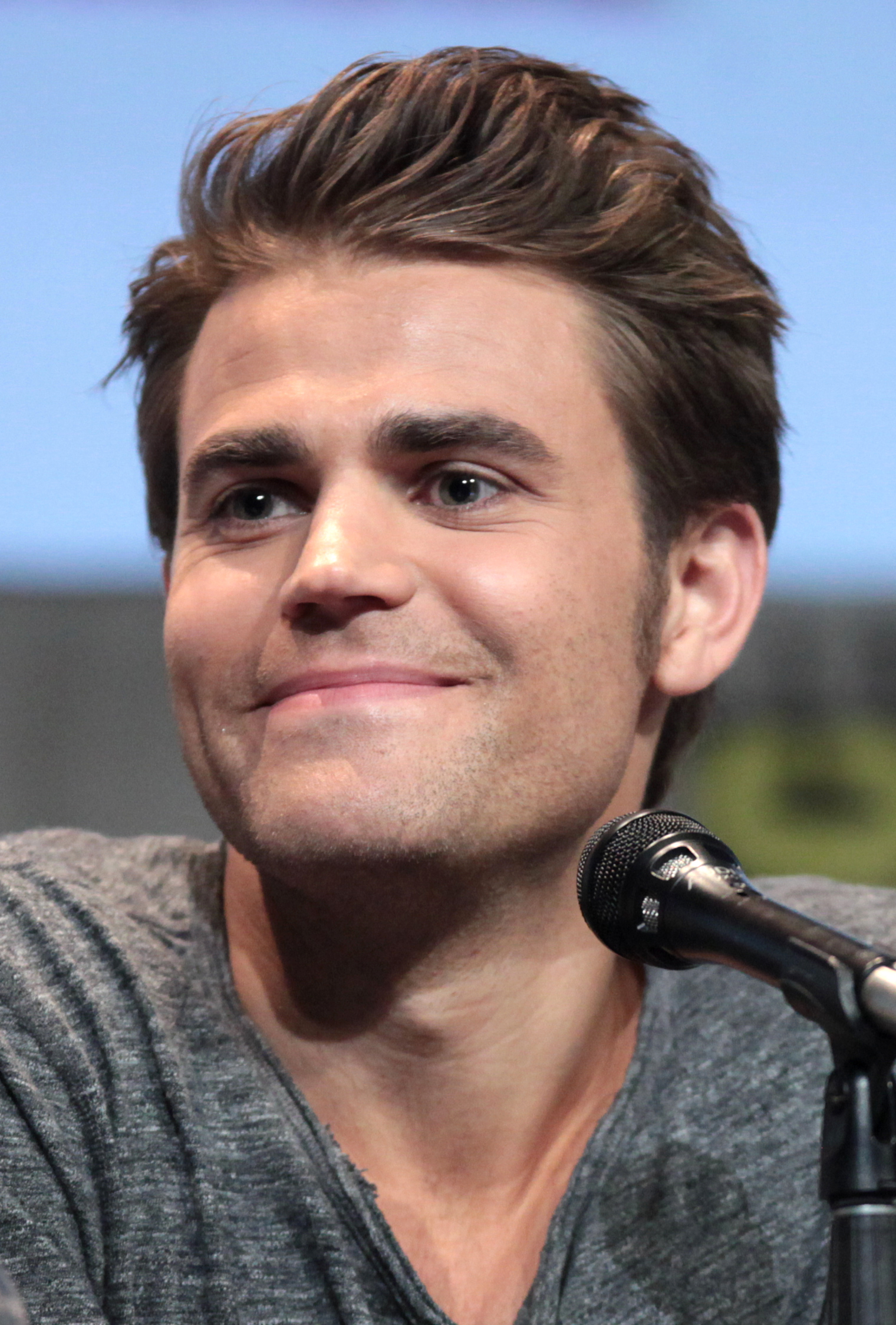
Paul Wesley al San Diego Comic-Con nel 2015

Wesley è nato a New Brunswick, New Jersey, da genitori polacchi, Agnieszka e Tomasz, ma è cresciuto a Marlboro. Ha una sorella maggiore, Monika, e due sorelle minori, Julia e Leah.
All'età di 14 anni, inizia a lavorare come modello, entrando nella Ford Modeling Agency di New York, dove resta per due anni. Debutta come attore nel 1999 nella soap opera Destini, in seguito entra nel cast della soap opera Sentieri, dove dal 1999 al 2001 interpreta il ruolo di Max Nickerson. A causa della presenza saltuaria alle lezioni, dovuta alla sua carriera, viene cacciato dalla Christian Brothers Academy e poi dalla Marlboro High School. Termina gli studi alla Lakewood Prep High School di Howell e si iscrive alla Rutgers University di New Brunswick, dove studia per un solo semestre.
Nel corso degli anni ha collezionato numerose partecipazioni a serie televisive come Smallville, The O.C., CSI: Miami, Crossing Jordan, I signori del rum, Army Wives - Conflitti del cuore, 8 semplici regole, Cold Case - Delitti irrisolti, Law & Order - Unità vittime speciali e Law & Order: Criminal Intent. 
Il suo curriculum comprende anche un piccolo ruolo nel film di Steven Spielberg Minority Report. Fino al 2005, l'attore è stato accreditato con il nome di Paul Wasilewski.
Dal 2002 al 2005 ha interpretato il ruolo di Tommy DeFelice nella serie American Dreams, inoltre recita in alcuni episodi della seconda stagione di Everwood interpretando la parte di Tommy Callahan. Nel 2006 partecipa al film La forza del campione di Victor Salva e, sempre nello stesso anno, diventa il protagonista della miniserie Fallen - Angeli caduti recitando la parte di Aaron Corbett. Nel 2008 ha fatto un provino per avere il ruolo di Jacob Black in Twilight anche se la parte infine è stata assegnata a Taylor Lautner. Fu una scelta molto difficile per il ruolo tra i due attori. A partire dal 2009 entra nel cast della serie TV The Vampire Diaries, basata sui romanzi della famosa scrittrice statunitense L.J. Smith, dopo essere stato scelto per interpretare il ruolo di Stefan Salvatore, a fianco di Ian Somerhalder e Nina Dobrev, dove ha ricoperto la parte fino alla fine della serie nel 2017. Wesley si era inizialmente presentato per interpretare Damon, fratello maggiore di Stefan.
Entra nel cast, nel 2012 del film The Baytown Outlaws - I fuorilegge. Nel 2013 Buddy TV lo inserisce al 30º posto nella classifica dei 100 uomini più sexy della TV. Nel 2014 è uno dei protagonisti del film Sam & Amira, presentato al Seattle International Film Festival. Nel 2016 partecipa al film Mothers and Daughters. Nel 2018 entra nel cast della serie televisiva Tell Me a Story, basata sulla serie messicana Érase una vez.
Nel 2018 crea insieme al suo amico e "fratello" (in The Vampire Diaries) Ian Somerhalder il Brother's Bond Bourbon, il loro marchio personale di Bourbon (alcolico).
Nel 2022 interpreta il personaggio di James T. Kirk, qui capitano dalla USS Farragut, nell'episodio della prima stagione della serie del franchise di fantascienza Star Trek, Star Trek: Strange New Worlds, La natura della clemenza (A Quality of Mercy).

## Vita privata
Il 29 aprile 2011 si è sposato a New York, in una cerimonia privata, con l'attrice Torrey DeVitto, conosciuta nel 2007 sul set di Killer Movie. Nel luglio 2013 annunciano il loro divorzio. 

L'attore è stato sentimentalmente legato dal novembre 2013 al marzo 2017 all'attrice Phoebe Tonkin, conosciuta sul set di The Vampire Diaries.
Nel febbraio 2019 sposa Ines De Ramon, sua fidanzata dal novembre 2017. A settembre 2022 annunciano la separazione.

## Filmografia

### Attore

#### Cinema
- Minority Report, regia di Steven Spielberg (2002) - non accreditato
- The Last Run, regia di Jonathan Segal (2004)
- Roll Bounce, regia di Malcolm D. Lee (2005)
- Cloud 9, regia di Harry Basil (2006)
- Lenexa, 1 Mile, regia di Jason Wiles (2006)
- La forza del campione (Peaceful Warrior), regia di Victor Salva (2006)
- Killer Movie, regia di Jeff Fisher (2008)
- Elsewhere, regia di Nathan Hope (2009)
- Beneath the Blue, regia di Michael D. Sellers (2010)
- The Baytown Outlaws - I fuorilegge (The Baytown Outlaws), regia di Barry Battles (2012)
- Before I Disappear, regia di Shawn Christensen (2014)
- Sam & Amira, regia di Scan Mullin (2014)
- Mothers and Daughters, regia di Nigel Levy e Paul Duddridge (2016)
- The Late Bloomer, regia di Kevin Pollak (2016)

#### Televisione
- Destini (Another World) – serie TV, 1 episodio (1999)
- Sentieri (The Guiding Light) – serie TV, 6 episodi (1999-2001)
- Law & Order - Unità vittime speciali (Law & Order: Special Victims Unit) – serie TV, episodi 2x01-7x04 (2000-2005)
- Shot in the Heart, regia di Agnieszka Holland - film TV (2001)
- Wolf Lake – serie TV, 10 episodi (2001-2002)
- Young Arthur, regia di Mikael Salomon - film TV (2002)
- The Education of Max Bickford – serie TV, episodio 1x21 (2002)
- Law & Order: Criminal Intent – serie TV, episodio 2x06 (2002)
- American Dreams – serie TV, 11 episodi (2002-2005)
- The Edge, regia di Matthew Carnahan - film TV (2003)
- Smallville – serie TV, episodio 2x15 (2003)
- The O.C. – serie TV, episodio 1x05 (2003)
- 8 semplici regole (8 Simple Rules... for Dating My Teenage Daughter) – serie TV, episodi 2x01 - 2x15 (2003-2004)
- Everwood – serie TV, 9 episodi (2003-2004)
- CSI: Miami – serie TV, episodio 3x05 (2004)
- CSI: NY – serie TV, episodio 2x02 (2005)
- Crossing Jordan – serie TV, episodio 5x18 (2006)
- Fallen - Angeli caduti (Fallen) - miniserie TV, 3 episodi (2007)
- I signori del rum (Cane) – serie TV, episodi 1x04 - 1x05 - 1x07 (2007)
- Shark - Giustizia a tutti i costi (Shark) – serie TV, episodio 2x11 (2007)
- The Russell Girl - Una vita al bivio (The Russell Girl), regia di Jeff Bleckner - film TV (2008)
- Cold Case - Delitti irrisolti (Cold Case) – serie TV, episodio 5x16 (2008)
- Army Wives - Conflitti del cuore (Army Wives) – serie TV, 5 episodi (2008-2009)
- 24 – serie TV, 4 episodi (2009-2010)
- The Vampire Diaries – serie TV, 171 episodi (2009-2017) - Stefan Salvatore, Silas, Tom Avery, Marty Hammond
- The Originals - serie TV, episodio 3x14 (2016)
- Tell Me a Story – serie TV, 17 episodi (2018-2020)
- Star Trek: Strange New Worlds - serie TV, 4 episodi (2022-2023)

### Regista
- The Vampire Diaries – serie TV, 5 episodi (2014-2016)
- Shadowhunters – serie TV, episodi 2x16-3x13 (2017-2019)
- Legacies – serie TV, episodio 1x13 (2019)
- Roswell, New Mexico – serie TV, episodio 1x07 (2019)
- Batwoman – serie TV, episodio 1x17 (2020)

## Riconoscimenti
- Northeast Film Festival
  - 2014 – Candidatura al miglior attore non protagonista in un lungometraggio per Before I Disappear

- People's Choice Awards
  - 2013 – Candidatura al Migliore Attore in una serie tv Drammatica
  - 2015 – Candidatura al miglior Attore televisivo fantasy/sci-fi

- Teen Choice Awards
  - 2010 – Miglior Attore televisivo fantasy/sci-fi per The Vampire Diaries
  - 2010 – Miglior sorpresa televisiva maschile per The Vampire Diaries
  - 2011 – Candidatura al miglior Attore televisivo fantasy/sci-fi per The Vampire Diaries
  - 2012 – Candidatura al miglior attore in una serie TV fantasy/sci-fi per The Vampire Diaries[10]
  - 2013 – Candidatura al miglior attore in una serie TV fantasy/sci-fi per The Vampire Diaries
  - 2014 – Candidatura al miglior attore in una serie TV fantasy/sci-fi per The Vampire Diaries
  - 2014 – Candidatura al miglior cattivo per The Vampire Diaries
  - 2015 – Candidatura al miglior bacio (condiviso con Candice Accola) per The Vampire Diaries
  - 2015 – Candidatura al Miglior attore in una serie TV fantasy/sci-fi per The Vampire Diaries
  - 2016 – Candidatura al miglior attore in una serie TV fantasy/sci-fi per The Vampire Diaries
  - 2016 – Candidatura al miglior bacio (condiviso con Candice Accola) per The Vampire Diaries

- Young Hollywood Awards
  - 2014 – Miglior trio con Ian Somerhalder e Nina Dobrev[11]

## Doppiatori italiani
Nelle versioni in italiano delle opere in cui ha recitato, Paul Wesley è stato doppiato da:
- Marco Vivio in Everwood, Fallen - Angeli caduti, The OC, 8 semplici regole, The Baytown Outlaws - I fuorilegge
- Stefano Crescentini in 24, The Vampire Diaries, The Originals, Tell Me a Story (st. 1), Star Trek: Strange New Worlds
- Emiliano Coltorti in Law & Order - Unità vittime speciali, Mothers and Daughters
- Davide Garbolino in Sentieri
- Andrea Beltramo in Law & Order - Criminal Intent
- Nanni Baldini in Smallville
- Manfredi Aliquò in Roll Bounce
- Marco Bassetti ne La forza del campione
- Davide Lepore in CSI: NY
- Roberto Certomà in CSI: Miami
- Alessandro Tiberi in Crossing Jordan
- Francesco Pezzulli in Shark - Giustizia a tutti i costi
- Andrea Quartana in Army Wives - Conflitti del cuore
- Fabrizio De Flaviis in Cold Case - Delitti irrisolti
- Ruggero Andreozzi in Tell Me a Story (st. 2)